# Samdong-myeon, Ulsan
Samdong-myeon (koreanska: 삼동면) är en socken i landskommunen Ulju-gun som i sin tur är en del av stadskommunen Ulsan i den sydöstra delen av Sydkorea, 300 km sydost om huvudstaden Seoul.